# Cyborgs Obninsk 2019
Questa voce raccoglie le informazioni riguardanti i Cyborgs Obninsk nelle competizioni ufficiali della stagione 2019.

## Black Bowl 2019

### Stagione regolare
| Zelenograd 12 maggio 2019 | Moscow Black Storm | 29 – 0 (7-0 10-0 6-0 6-0) referto | Cyborgs Obninsk | Stadio del Rugby |

| San Pietroburgo 8 giugno 2019 | Petrozavodsk Karelian Gunners | 51 – 16 (6-16 16-0 15-0 14-0) referto | Cyborgs Obninsk | Stadion Nevskij Zavod |

| Malojaroslavec 13 luglio 2019 | Cyborgs Obninsk | 8 – 34 referto | Moscow United | Stadion Junost' |

| Zelenograd 28 luglio 2019 | Moscow United | 53 – 0 (27-0 6-0 12-0 8-0) referto | Cyborgs Obninsk | Stadio del Rugby |

| Kaluga 11 agosto 2019 | Cyborgs Obninsk | 30 – 34 (8-7 8-21 8-0 6-6) referto | Moscow Black Storm | Arena Annenki |

| Malojaroslavec 24 agosto 2019 | Cyborgs Obninsk | 21 – 0 (a tavolino) referto | Lipetsk 48ers | Stadion Junost' |

## Statistiche di squadra
| Competizione      | %Vittorie | In casa | In casa | In casa | In casa | In casa | In casa | In trasferta | In trasferta | In trasferta | In trasferta | In trasferta | In trasferta | Totale | Totale | Totale | Totale | Totale | Totale |
| Competizione      | %Vittorie | G       | V       | N       | P       | Pf      | Ps      | G            | V            | N            | P            | Pf           | Ps           | G      | V      | N      | P      | Pf     | Ps     |
| ----------------- | --------- | ------- | ------- | ------- | ------- | ------- | ------- | ------------ | ------------ | ------------ | ------------ | ------------ | ------------ | ------ | ------ | ------ | ------ | ------ | ------ |
| Stagione regolare | .167      | 3       | 1       | 0       | 2       | 59      | 68      | 3            | 0            | 0            | 3            | 16           | 133          | 6      | 1      | 0      | 5      | 75     | 201    |
| Totale            | .167      | 3       | 1       | 0       | 2       | 59      | 68      | 3            | 0            | 0            | 3            | 16           | 133          | 6      | 1      | 0      | 5      | 75     | 201    |